# Bonzi Wells
Pour les articles homonymes, voir Wells.
Gawen DeAngelo Wells dit Bonzi Wells, né le 28 septembre 1976 à Muncie dans l'Indiana aux États-Unis, est un joueur américain de basket-ball. Il évolue au poste d'ailier.

## Biographie
Bonzi Wells est choisi en 11e position de la Draft 1998 de la NBA par les Pistons de Détroit. Le 21 janvier 1999, il signe pour les Trail Blazers de Portland. Il y devient titulaire après un moment puis le second joueur majeur de l'équipe après Rasheed Wallace. Sa moyenne de points par matchs progresse pour atteindre 17,0 points par match en 2001-2002 puis 15,2 en 2003.
À l'automne 2003, il part pour les Grizzlies de Memphis alors en plein renouveau. Il y joue 59 matchs pour une saison assez réussie par sa franchise qui se qualifie pour les playoffs, affrontant les Spurs de San Antonio au premier tour. Il reste chez les Grizzlies à l'été 2004 et la nouvelle saison démarre sur des bases assez prometteuses. Il joue cette fois 69 matchs, 10 de plus, et Memphis rejoint de nouveau en playoffs.
Puis Wells rejoint les Kings de Sacramento peu avant le début de la saison 2005-06 lors d'un énorme échange qui implique cinq franchises. Bien qu'il soit peu en réussite, le club termine à la huitième place de la Conférence Ouest, ce qui lui donne l'occasion de participer une nouvelle fois aux playoffs. Les Kings échouent face aux Spurs sur le score de 4 victoires à 2.
Bonzi Wells décide de joindre les Rockets de Houston pour deux ans le 28 septembre 2006. Sa première saison est assez difficile et il rate beaucoup de matchs. Puis les Rockets l'échangent en février 2008 en compagnie de Mike James, l'envoyant ainsi aux Hornets de la Nouvelle-Orleans, en échange de Bobby Jackson.
Il rejoint les Braves Dragons de Shanxi (Chine). Il marque 48 points lors de son premier match, mais quitte prématurément son nouveau club.

## Clubs successifs
- 1998-2003 :  Trail Blazers de Portland
- 2003-2005 :  Grizzlies de Memphis
- 2005-2006 :  Kings de Sacramento
- 2006-2008 :  Rockets de Houston
- 2008 :  Hornets de la Nouvelle-Orleans
- 2008-2009 :  Shanxi Zhongyu
- 2010 :  Capitanes de Arecibo